# Güssinger Straße
De Güssinger Straße ( B57) is een Bundesstraße in Oostenrijkse deelstaten Burgenland en Stiermarken. De B57 verbindt Kemeten via Güssing met Leitersdorf im Raabtal. De weg is 74,1 km lang.

## Routebeschrijving

### Burgenland
De B57 begint in Kemeten op een rotonde met de  B50. De loopt in zuidelijke richting door Litzelsdorf, Ollersdorf im Burgenland en Stegersbach waar de B57a aansluit. De B57 loopt verder door Bocksdorf, Rauchwart, Sankt Michael im Burgenland en Tobaj waar de B56 aansluit. De weg loopt verder door Güssing, Neustift bei Güssing, en Heiligenkreuz im Lafnitztal waar de B65, waarmee een samenloop is tot in Eltendorf, aansluit. De weg loopt verder door Königsdorf, Jennersdorf waar de B58 aansluit en bereikt de deelstaatgrens met Stiermarken.

### Stiermarken
De weg loopt nog door Fehring en Pertlstein. De B57 eindigt in Leitersdorf im Raabtal op een kruising met de B66.

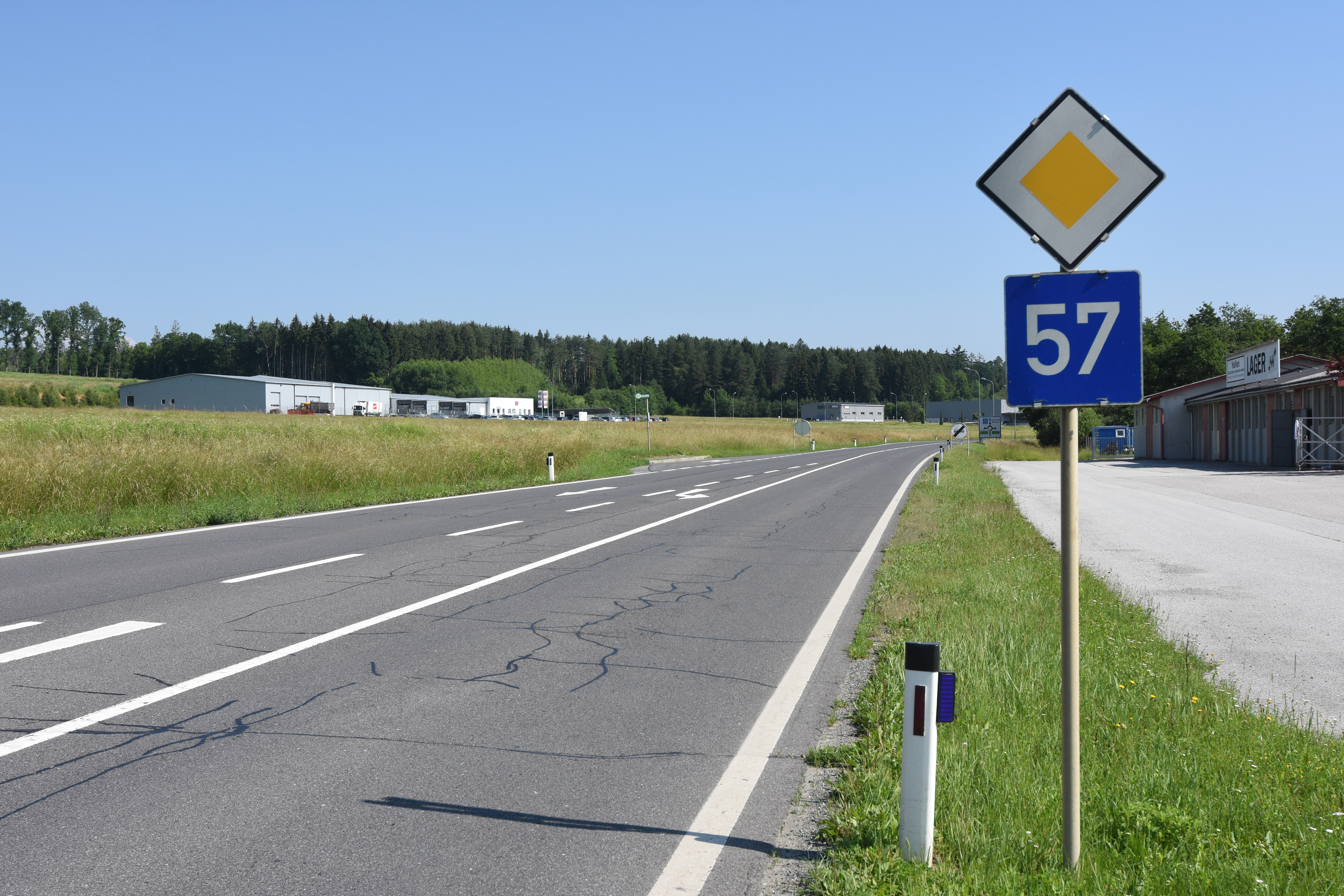
Güssinger Straße B57

## Geschiedenis

### Oorsprong
De Güssinger Straße ligt in Burgenland, dat tot 1921 bij Hongarije hoorde. In 1926 werd het wegennet in Burgenland opnieuw ingedeeld en aan de veranderde staatsgrens aangepast. Het huidige traject kende sinds 1 juli 1926 de volgende Landesstraßen:
- De Kemetner Straße van Stegersbach via Kemeten naar de Oberwart-Hartberger Landesstraße.
- De Burgauer Straße van Burgau via Stegersbach naar Sankt Michael. Het gedeelte ten westen van Stegersbach de Stegersbacher Straße.
- De Großpetersdorf-Güssingerstraße van Großpetersdorf via Sankt Michael naar Güssing. Deze weg werd vanaf 1926 met financiële steun van de staat, die 65% van de kosten op zich zou nemen, tot Bundesstraße omgebouwd.
- De Heiligenkreuzer Straße van Güssing naar Heiligenkreuz, waar ze op de Ungarische Straße aansloot. Deze weg werd vanaf 1926 met financiële steun van de staat, die 65% der bouwkosten op zich nam, omgebouwd worden tot een Bundesstraße.
- De Jennersdorfer Straße van Heiligenkreuz naar Jennersdorf.

### Oude trajecten
De Güssinger Straße tussen Großpetersdorf en Heiligenkreuz werd door een verordening van de Oostenrijkse regering van 9 juni 1933 tot Bundesstraße verklaard. De weg liep van Großpetersdorf via Kohfidisch, St. Michael en Güssing naar Heiligenkreuz. Tot 1938 werd deze Bundesstraße als B17 aangeduid. Na de Anschluss was deze weg geen Reichsstraße. 
Vanaf 1 april 1948 liep Burgenland Straße|Eisenstädter Straße van Oberwart via Stegersbach, Güssing, Heiligenkreuz en Jennersdorf naar Fehring. Het gedeelte van de voormalige Güssinger Straße tussen Großpetersdorf en St. Michael werd sindsdien Großpetersdorfer Straße genoemd en behoorde vanaf 1 januari 1950 tot 1971 weer tot het netwerk van Bundesstraßen in Oostenrijk.
Sinds 1 januari 1973 wordt het zuidelijke gedeelte van de Eisenstädter Straße als Güssinger Straße B57 aangeduid, omdat de B50) sindsdien in Hartberg eindigt.
B1 · 
B2 · 
B3 · 
B4 · 
B5 · 
B6 · 
B7 · 
B8 · 
B9 · 
B10 · 
B11 · 
B12 · 
B13 · 
B14 · 
B15 · 
B16 · 
B17 · 
B18 · 
B19 · 
B20 ·  
B21 · 
B22 · 
B23 · 
B24 · 
B25 · 
B26 · 
B27 · 
B28 · 
B29 · 
B30 · 
B31 · 
B32 · 
B33 · 
B34 · 
B35 · 
B36 · 
B37 · 
B38 · 
B39 · 
B40 · 
B41 · 
B42 · 
B43 · 
B44 · 
B45 · 
B46 · 
B47 · 
B48 · 
B49 · 
B50 · 
B51 · 
B52 · 
B53 · 
B54 · 
B55 · 
B56 · 
B57 · 
B58 · 
B59 · 
B60 · 
B61 · 
B62 · 
B63 · 
B64 · 
B65 · 
B66 · 
B67 · 
B68 · 
B69 · 
B70 · 
B71 · 
B72 · 
B73 · 
B74 · 
B75 · 
B76 · 
B77 · 
B78 · 
B79 · 
B80 · 
B81 · 
B82 · 
B83 · 
B84 · 
B85 · 
B86 · 
B87 · 
B88 · 
B89 · 
B90 · 
B91 · 
B92 · 
B93 · 
B94 · 
B95 · 
B96 · 
B97 · 
B98 · 
B99 · 
B100 · 
B105 · 
B106 · 
B107 · 
B108 · 
B109 · 
B110 · 
B111 · 
B113 · 
B114 · 
B115 · 
B116 · 
B117 · 
B119 · 
B120 · 
B121 · 
B122 · 
B123 · 
B124 · 
B125 · 
B126 · 
B127 · 
B129 · 
B130 · 
B131 · 
B132 · 
B133 · 
B134 · 
B135 · 
B136 · 
B137 · 
B138 · 
B139 · 
B140 · 
B141 · 
B142 · 
B143 · 
B144 · 
B145 · 
B146 · 
B147 · 
B148 · 
B149 · 
B150 · 
B151 · 
B152 · 
B153 · 
B154 · 
B155 · 
B156 · 
B158 · 
B159 · 
B160 · 
B161 · 
B162 · 
B163 · 
B164 · 
B165 · 
B166 · 
B167 · 
B168 · 
B169 · 
B170 · 
B171 · 
B172 · 
B173 · 
B174 · 
B175 · 
B176 · 
B177 · 
B178 · 
B179 · 
B180 · 
B181 · 
B182 · 
B183 · 
B184 · 
B185 · 
B186 · 
B187 · 
B188 · 
B189 · 
B190 · 
B191 · 
B192 · 
B193 · 
B197 · 
B198 · 
B199 · 
B200 · 
B201 · 
B202 · 
B203 · 
B204 · 
B205 · 
B209 · 
B210 · 
B211 · 
B212 · 
B213 · 
B214 · 
B215 · 
B216 · 
B217 · 
B218 · 
B219 · 
B220 · 
B221 · 
B222 · 
B223 · 
B224 · 
B225 · 
B226 · 
B227 · 
B228 · 
B229 · 
B230 · 
B303 · 
B305 · 
B309 · 
B310 · 
B311 · 
B316 · 
B317 · 
B319 · 
B320